# Неделимые фонды колхозов
Неделимые фонды колхозов — термин, используемый в Советском Союзе для обозначения той части имущества колхозов, которую нельзя было разделить между колхозниками. Неделимые фонды предназначались для производства сельскохозяйственной продукции и для улучшения жизни членов колхоза. В Советском Союзе основу колхозного строя составляли земля (находящаяся в государственной собственности и выделенная колхозам для обработки) и неделимые фонды. Часть колхозной собственности не входила в неделимые фонды, а входила в паевые фонды колхозов. Эту собственность человек, выбывающий из колхоза, мог забрать обратно. Первоначально при образовании колхозов паевые фонды составляли основу колхозного хозяйства, однако со временем в связи с государственным финансированием неделимых фондов, неделимые фонды завоевали решающую роль в колхозном хозяйстве.
Неделимые фонды пополняются из прибыли колхозов, а также из государственного финансирования.
При учёте обыкновенно указывают перечень объектов, стоимость каждого объекта в фонде и общий размер неделимого фонда.